# O Settebello
O Settebello è un album del gruppo I Trilli pubblicato nel 2016 dall'etichetta Neverland Records. 
Quarto album della nuova formazione dei Trilli, si tratta del primo da solista per Vladimiro Zullo, accompagnato da una band di sei elementi. Ci sono collaborazioni speciali con Carlo Denei, il rapper genovese Mike fC, Daniele Raco, Andrea Di Marco e i Buio Pesto.

## Tracce
1. Vico drito Pontexello (G. Zullo, G. Deliperi, Niliomi)
2. Belin Belan (Filastrocca della nonna) (L. Bruno Fresco, C. Serafino, D. De Muro, V. Zullo)
3. O Settebello (con la partecipazione di Carlo Denei) (D. De Muro, V. Zullo)
4. Coae de canta' (con la partecipazione del rapper genovese Mike fC) (M. Ferroni, D. De Muro, V. Zullo)
5. Belin de Blues (con la partecipazione di Daniele Raco e Andrea Di Marco) (D. De Muro, V. Zullo)
6. Aegoa (a mio padre) (D. Calabrese, D. De Muro, V. Zullo)
7. Ma no ghe penso (con la partecipazione dei Buio Pesto) (M. Morini, M. Bosso)
8. O bacicin vattene a ca' (G. Villa)
9. O gatto e o ratto (De Scalzi, Carrai)
10. Trilli Trilli (Anonimo, Darini)